# M.IRA
Мира Малетковић (7. јун 1994), познатија под псеудонимом M.IRA, српска је кантауторка.
Завршила је архитектуру, том професијом бавила се у Италији, у Милану. Током карантина због ковида 19 почела је да се бави музиком, те борави и у Србији. Пише текстове и мелодије за све своје песме. Учествовала је на Песми за Евровизију 2024. године са песмом Перцепција. Као девојчица, појавила се у филму Ствар срца.

## Дискографија

### Синглови
- Имам те (2021)
- Петак вече (2021)
- Ишчекивање (2022)
- Само лагано (2022)
- Перцепција (2024)
- 5  (2024)